# I'll Never Love Again
"I'll Never Love Again" là bài hát từ bộ phim 2018 A Star Is Born và album nhạc phim cùng tên, được biểu diễn bởi ca sĩ-diễn viên của phim, Lady Gaga.

## Bảng xếp hạng

### Bảng xếp hạng theo tuần
| Bảng xếp hạng (2018)                     | Vị trí cao nhất |
| ---------------------------------------- | --------------- |
| Úc (ARIA)                                | 15              |
| Áo (Ö3 Austria Top 40)                   | 73              |
| Canada (Canadian Hot 100)                | 43              |
| Cộng hòa Séc (Singles Digitál Top 100)   | 52              |
| Euro Digital Songs (Billboard)           | 5               |
| Pháp (SNEP)                              | 61              |
| Greece Digital Songs (Billboard)         | 3               |
| Hungary (Single Top 40)                  | 3               |
| Ireland (IRMA)                           | 10              |
| Italy (FIMI)                             | 61              |
| Luxembourg Digital Songs (Billboard)     | 9               |
| Malaysia (RIM)                           | 18              |
| New Zealand Hot Singles (RMNZ)           | 13              |
| Bồ Đào Nha (AFP)                         | 34              |
| Scotland (OCC)                           | 5               |
| Slovakia (Singles Digitál Top 100)       | 1               |
| South Korea International Digital (Gaon) | 47              |
| Spain Physical/Digital (PROMUSICAE)      | 3               |
| Thụy Điển (Sverigetopplistan)            | 47              |
| Thụy Sĩ (Schweizer Hitparade)            | 14              |
| Anh Quốc (OCC)                           | 27              |
| Hoa Kỳ Billboard Hot 100                 | 36              |

### Bảng xếp hạng cuối năm
| Bảng xếp hạng (2018)              | Vị trí |
| --------------------------------- | ------ |
| Hungary (Single Top 40)           | 42     |
| Bảng xếp hạng (2019)              | Vị trí |
| Hungary (Single Top 40)           | 28     |
| Portugal (AFP)                    | 167    |
| US Digital Song Sales (Billboard) | 70     |

## Chứng nhận và doanh số
| Quốc gia                                                    | Chứng nhận | Số đơn vị/doanh số chứng nhận |
| ----------------------------------------------------------- | ---------- | ----------------------------- |
| Úc (ARIA)                                                   | Vàng       | 35.000‡                       |
| Pháp (SNEP)                                                 | Bạch kim   | 200.000‡                      |
| Ý (FIMI)                                                    | Vàng       | 25.000‡                       |
| Na Uy (IFPI)                                                | Vàng       | 30.000‡                       |
| Bồ Đào Nha (AFP)                                            | Vàng       | 5.000‡                        |
| Anh Quốc (BPI)                                              | Vàng       | 400.000‡                      |
| Hoa Kỳ (RIAA)                                               | Bạch kim   | 226,000‡                      |
| ‡ Chứng nhận dựa theo doanh số tiêu thụ và phát trực tuyến. |            |                               |